# 楚宣王
楚宣王（？—前340年），原名熊良夫，楚肅王弟，肅王無子，良夫繼任。
楚宣王時期，令尹昭奚恤當權，北方諸國都怕他。宣王甚異之，大臣江乙告訴宣王，昭奚恤只是狐假虎威，靠著宣王的權勢作威作福。

## 大事記
- 西元前354年，魏軍攻圍趙都邯鄲，昭奚恤建議不去救援，讓趙魏兩敗俱傷,景舍不同意，說這樣會使魏國毫無顧忌，趙國怨恨楚國。不如少派兵攻略魏國。楚宣王贊同景舍，命景舍統率楚軍援趙。[3]
- 西元前?年，遣師西侵巴地（四川重慶以東巴國東南）。
- 西元前343年又發兵滅亡陳、蔡。
- 西元前341年，齊將田忌遭齊相鄒忌設計，政變失敗前來投奔。
西元前340年，楚宣王卒，子熊商立，是為楚威王[1]。

## 江乙之言
江乙為魏使出使楚國時，就已經對楚國君臣之間的矛盾關係有所了解。

在剛入楚出仕時，還小心謹慎地不介入楚國貴族之間的權力鬥爭。

但逐漸地，令尹昭奚恤成為他的假想政敵。

在自身勢力尚小時，他一方面提醒楚宣王要以分而治之的觀念來統御臣下

，一方面也設法拉攏其他對昭奚恤有敵意的貴族來壯大勢力。

然後就開始明顯地攻擊昭奚恤，江乙用鄰人與惡狗的故事來攻擊昭奚恤：「有個人很愛他的狗，那狗卻不老實，將尿撒至井裏。鄰居目擊，企圖告訴主人，但狗卻蹲在門口，見他來就咬。昭奚恤總是阻撓我晉見，原因在此。
但楚宣王對於國內親魏派與貴族派的鬥爭，並未完全倒向親魏派，而是以派系平衡的方式管理。